# Michael Barr (Mathematiker)
Michael Barr (* 22. Januar 1937 in Philadelphia) ist ein US-amerikanischer Mathematiker, der sich mit Kategorientheorie befasst.

## Leben und Werk
Barr studierte Mathematik an der University of Pennsylvania mit dem Bachelor-Abschluss 1959 und der Promotion 1962 bei David Kent Harrison (Cohomology of Commutative Algebras). Danach war er Instructor an der Columbia University und ab 1964 Assistant Professor und später Associate Professor an der University of Illinois at Urbana-Champaign. 1968 wurde er Associate Professor und 1972 Professor an der McGill University.
1967 und 1975/76 war er Gastwissenschaftler an der ETH Zürich und 1970/71 an der Universität Fribourg und 1989/90 Gastprofessor an der University of Pennsylvania.
Anfangs befasste er sich mit Homologischer Algebra, später mit Kategorientheorie und deren Anwendungen in der Informatik. Er befasste sich insbesondere mit  *-autonomen Kategorien, Chu-Räume und Chu-Kategorien. Mit Charles Frederick Wells schrieb er Lehrbücher der Kategorientheorie für Informatiker und ein Lehrbuch über Topos-Theorie.
1970 war er eingeladener Sprecher auf dem  Internationalen Mathematikerkongress in Nizza (Non-abelian full embedding: outline).
Barr ist im Herausgebergremium von Mathematical Structures in Computer Science und der elektronischen Zeitschrift Homology, Homotopy and Applications und er ist Herausgeber der elektronischen Zeitschrift Theory and Applications of Categories.
Er ist seit 1964 mit Marcia Linden verheiratet und hat drei Kinder.

## Schriften
- mit Charles Wells: Category theory for computing science, Prentice-Hall 1990
- mit Charles Wells: Toposes, triples and theories, Grundlehren der mathematischen Wissenschaften, Springer Verlag 1985
- Acyclic models, American Mathematical Society 2002
- *-autonomous categories, Lecture Notes in Mathematics, Band 752, Springer Verlag 1979